# Liste der Bodendenkmäler in Wernberg-Köblitz
Auf dieser Seite sind die Bodendenkmäler in dem Oberpfälzer Markt Wernberg-Köblitz zusammengestellt. Diese Tabelle ist eine Teilliste der Liste der Bodendenkmäler in Bayern. Grundlage ist die Bayerische Denkmalliste, die auf Basis des Bayerischen Denkmalschutzgesetzes vom 1. Oktober 1973 erstmals erstellt wurde und seither durch das Bayerische Landesamt für Denkmalpflege geführt wird. Die folgenden Angaben ersetzen nicht die rechtsverbindliche Auskunft der Denkmalschutzbehörde.

## Bodendenkmäler in Wernberg-Köblitz

### Gemarkung Deindorf
| Lage                | Objekt | Akten-Nr.     | Bild |
| ------------------- | --- | ------------- | ---- |
| Deindorf (Standort) | Verebneter mittelalterlicher Turmhügel. | D-3-6439-0001 |      |
| Deindorf (Standort) | Archäologische Befunde und Funde im Bereich der Katholischen Kirche St. Leonhard in Deindorf, darunter die Spuren von Vorgängerbauten bzw. älterer Bauphasen. | D-3-6439-0070 |      |

### Gemarkung Glaubendorf
| Lage                   | Objekt | Akten-Nr.     | Bild |
| ---------------------- | --- | ------------- | ---- |
| Glaubendorf (Standort) | Mittelalterlicher Turmhügel, archäologische Befunde und Funde im Bereich des ehemaligen Schlosses in Glaubendorf.                                                        | D-3-6439-0002 |      |
| Glaubendorf (Standort) | Archäologische Befunde und Funde im Bereich der Katholischen Expositurkirche St. Wolfgang in Glaubendorf, darunter die Spuren von Vorgängerbauten und älterer Bauphasen. | D-3-6439-0066 |      |

### Gemarkung Neunaigen
| Lage                 | Objekt | Akten-Nr.     | Bild |
| -------------------- | --- | ------------- | ---- |
| Neunaigen (Standort) | Bestattungsplatz der Hallstatt mit ehemals mindestens zwei Grabhügeln. | D-3-6438-0002 |      |
| Neunaigen (Standort) | Metallzeitlicher Bestattungsplatz mit ehemals mindestens vier Grabhügeln. | D-3-6438-0003 |      |
| Neunaigen (Standort) | Siedlung vor- und frühgeschichtlicher Zeitstellung oder des frühen Mittelalters. | D-3-6438-0016 |      |
| Neunaigen (Standort) | Archäologische Befunde des Mittelalters und der Neuzeit im Bereich der Katholischen Expositurkirche St. Vitus und Leonhard in Neunaigen, darunter die Spuren von Vorgängerbauten bzw. älteren Bauphasen. | D-3-6438-0075 |      |

### Gemarkung Oberköblitz
| Lage                   | Objekt | Akten-Nr.     | Bild |
| ---------------------- | --- | ------------- | ---- |
| Oberköblitz (Standort) | Siedlung der Späthallstatt-/Frühlatènezeit. | D-3-6438-0004 |      |
| Oberköblitz (Standort) | Siedlungen der Bronzezeit, der Urnenfelderzeit und der Latènezeit. | D-3-6438-0005 |      |
| Oberköblitz (Standort) | Siedlung der Hallstattzeit. | D-3-6438-0006 |      |
| Oberköblitz (Standort) | Archäologische Befunde der frühen Neuzeit im Bereich des ehemaligen Schlosses Kettnitzmühle, darunter die Spuren von Vorgängerbauten bzw. älteren Bauphasen.                                       | D-3-6438-0085 |      |
| Oberköblitz (Standort) | Archäologische Befunde des Mittelalters und der frühen Neuzeit im Bereich der Katholischen Pfarrkirche St. Emmeram in Oberköblitz, darunter die Spuren von Vorgängerbauten bzw. älteren Bauphasen. | D-3-6438-0086 |      |
| Oberköblitz (Standort) | Archäologische Befunde der frühen Neuzeit im Bereich der Kalvarienbergkapelle zwischen Oberköblitz und Wernberg.                                                                                   | D-3-6438-0088 |      |

### Gemarkung Saltendorf
| Lage                  | Objekt | Akten-Nr.     | Bild |
| --------------------- | --- | ------------- | ---- |
| Saltendorf (Standort) | Verebnete vorgeschichtliche Grabhügel. | D-3-6438-0015 |      |
| Saltendorf (Standort) | Archäologische Befunde des Mittelalters und der frühen Neuzeit im Bereich der Katholischen Kirche St. Peter und Paul in Saltendorf, darunter die Spuren von Vorgängerbauten bzw. älterer Bauphasen. | D-3-6438-0080 |      |

### Gemarkung Wernberg
| Lage                | Objekt | Akten-Nr.     | Bild           |
| ------------------- | --- | ------------- | -------------- |
| Wernberg (Standort) | Archäologische Befunde und Funde im Bereich der Katholischen Pfarrkirche St. Anna in Wernberg, darunter die Spuren von Vorgängerbauten bzw. älterer Bauphasen. | D-3-6438-0090 | weitere Bilder |
| Wernberg (Standort) | Vorgeschichtlicher Bestattungsplatz mit mindestens einem Grabhügel.                                                                                            | D-3-6439-0011 |                |
| Wernberg (Standort) | Mittelalterlicher Burgstall. | D-3-6439-0012 |                |
| Wernberg (Standort) | Archäologische Befunde und Funde im Bereich der mittelalterlichen Burg Wernberg.                                                                               | D-3-6439-0013 | weitere Bilder |
| Wernberg (Standort) | Mesolithische Freilandstation, vorgeschichtliche Siedlung. | D-3-6439-0014 |                |

### Gemarkung Woppenhof
| Lage                 | Objekt | Akten-Nr.     | Bild |
| -------------------- | --- | ------------- | ---- |
| Woppenhof (Standort) | Archäologische Befunde im Bereich der Katholischen Kirche St. Johannes Baptist in Woppenhof, darunter die Spuren von Vorgängerbauten bzw. älteren Bauphasen sowie des abgegangenen Schlosses. | D-3-6439-0068 |      |